# 六甲 (大字)
六甲，是臺灣臺南市六甲區的一個傳統地域名稱，位於該區中部略偏西，並向北北東延伸至邊界。相較於今日行政區，其範圍大致包括六甲里不含西部中央凸出部分、甲南里不含南部邊界地帶、甲東里不含東部邊界地帶南半段、王爺里西北端、水林里東南部邊界地帶中段。
本地區境內主要聚落為六甲、五甲，設有六甲國中、六甲國小。

## 歷史
台灣日治初期，六甲地區為一街庄，稱為「六甲庄」（舊制街庄），隸屬於赤山堡。該庄昔日北與果毅後庄為鄰，東與王爺宮庄為鄰，南邊為七甲庄，西邊為二甲庄、水漆林庄。
1901年（日治明治三十四年）11月11日，全台廢縣廳改設二十廳，該庄隸屬於鹽水港廳。1904年（明治三十七年）4月1日，該庄編入「六甲區」，隸屬於鹽水港廳。1906年（明治三十九年）4月1日，鹽水港廳內管轄區域調整，該庄仍隸屬於六甲區。1909年（明治四十二年）10月25日，全台合併二十廳為十二廳，六甲區改隸屬於臺南廳。1920年（大正九年）10月1日，全台地方制度大改正，廢十二廳改設五州二廳，該庄改制為「六甲」大字，隸屬於臺南州曾文郡六甲庄（新制街庄）。
戰後六甲庄改制為六甲鄉，隸屬於臺南縣，大字亦改制為村。1950年（民國39年）10月25日，雲、嘉、南分治，六甲鄉仍隸屬於臺南縣。2010年（民國99年）12月25日，臺南縣、市合併為直轄臺南市，六甲鄉改制為六甲區，村亦改制為里。

## 聚落
本地區發展較早的聚落為六甲、五甲，在日治期初期的官方地圖上已有記載。

## 交通
國道3號又稱「福爾摩沙高速公路」，是貫穿臺灣西部的兩條縱向高速公路之一，經過本地區中部略偏東，並於南部邊界外不遠處的市道171號交會口設有烏山頭交流道。由此可快速前往國道3號沿線各地。
市道165號是後庄至官田的道路，經過本地區主聚落，其中部分路段與市道174號共線。由該道路北行可前往柳營區東部、東山區、白河區、嘉義縣水上鄉東部、中埔鄉西部下六地區的後庄，並止於省道台18線路口；南行可前往官田區，並止於省道台1線路口。
市道174號是蘆竹溝至橫路的道路，經過本地區主聚落，其中部分路段與市道165號共線。由該道路西行可前往下營區、學甲區、北門區南部，並止於溪底寮地區的蘆竹溝聚落；東行可前往東山區東南部，並止於下南勢地區橫路聚落附近的市道175號路口。
區道南81線是後壁至南湖口的道路，其南側端點（終點）位於本地區東北部的市道174號路口。
區道南318線是葫蘆埤至嘉南的道路，其東側端點（終點）位於本地區南部邊界地帶偏東側的工研路與珊瑚路路口（嘉南國小西北側），由此向西北會經過本地區主聚落。

## 學校
- 六甲國中
- 六甲國小

## 公務機關
- 法務部矯正署臺南第二監獄

## 產業
- 工業技術研究院六甲院區（一小部分，大部分位於本地區東鄰王爺宮地區境內）